# Larry Warbasse
Lawrence „Larry” Warbasse (ur. 28 czerwca 1990 w Dearborn) – amerykański kolarz szosowy, zawodnik profesjonalnej grupy kolarskiej AG2R Citroën Team.

## Najważniejsze osiągnięcia
2011
- 5. miejsce w Mistrzostwach USA U-23 (ITT)
- 5. miejsce w Liège-Bastogne-Liège Espoirs
- 7. miejsce w Istrian Spring Trophy
- 7. miejsce w Flèche du Sud
- 10. miejsce w Mistrzostwach USA U-23 (start wspólny)

2012
- 4. miejsce w Mistrzostwach USA U-23 (ITT)
- 6. miejsce w Chrono Champenois
- 7. miejsce w miejsce w Mistrzostwach USA U-23 (start wspólny)

2013
- 1. miejsce na 2. etapie (TTT) Tour of Qatar

2015
- 8. miejsce w Bayern Rundfahrt

2016
- 7. miejsce w Tour de Pologne

2017
- 1. miejsce na 4. etapie Tour de Suisse